# John Moolachira
John Moolachira (* 14. Dezember 1951 in Puthusserykadavu) ist Erzbischof von Guwahati.

## Leben
John Moolachira empfing am 23. Oktober 1978 die Priesterweihe.
Benedikt XVI. ernannte ihn am 14. Februar 2007 zum Bischof von Diphu. Der Erzbischof von Guwahati, Thomas Menamparampil SDB, spendete ihm am 15. April desselben Jahres die Bischofsweihe; Mitkonsekratoren waren John Thomas Kattrukudiyil, Bischof von Itanagar, und Robert Kerketta SDB, Altbischof von Tezpur.
Am 9. April 2011 ernannte ihn Papst zum Koadjutorerzbischof von Guwahati. Nach der Emeritierung Thomas Menamparampils SDB folgte er diesem am 18. Januar 2012 im Amt des Erzbischofs von Guwahati nach.